# Kloster Saint-Marcel (Saône)

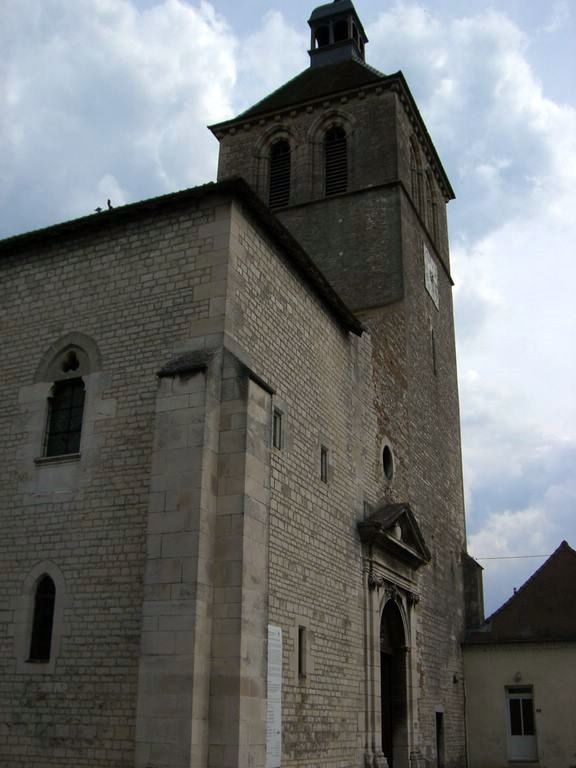
Saint-Marcel Fassade

Das Kloster Saint-Marcel war eine Abtei in Saint-Marcel (Saône-et-Loire). Sie liegt unmittelbar vor den Toren der burgundischen Bischofsstadt Chalon am linken Ufer der Saône.

## Geschichte
Der Markt und die Kirche Saint-Marcel sind auf einer ehemaligen gallo-römischen Nekropole errichtet. Das einst zur Abtei Cluny gehörende Priorat Saint-Marcel ist nach Marcellus, einem Lokalheiligen Burgunds, der im Jahr 179 n. Chr. hier den Märtyrertod erlitten hatte, benannt.
Zu Marcellus’ Ehren errichtete der burgundische König Guntram I. (532–592) im Jahr 579 ein erstes Kloster mit einer Basilika, das später durch Barbareneinfälle wieder teilweise zerstört wurde. Es war das erste Kloster im christlichen Abendland, in dem die sogenannte laus perennis gefeiert wurde, der ununterbrochene Lobgesang der Mönche. Er wurde liturgisch dadurch vollzogen, dass der ganze Konvent in drei Chöre aufgeteilt wurde, und ein Chor den Gottesdienst fortsetzte, wenn der vorangehende den seinen beendet hatte. König Guntram wurde in dieser Kirche im Jahr 592 beigesetzt. So war Saint-Marcel schon seit dem 6. Jahrhundert eine königliche Abtei.
Später wurde daraus ein Bischofskloster, dann eine gräfliche Abtei, zeitweise auch ein Kanoniker-Kapitel. Nach zwischenzeitlichem Niedergang fiel das Kloster zwischen 978 und 987 durch Heirat der Landesherrin an das entfernte Anjou. Graf Gottfried Graumantel von Anjou (940–987) heiratete 978 in zweiter Ehe Adelaide von Chalon, die Witwe des Grafen Lambert von Chalon. Dem Einfluss des angevinischen Grafen ist es zu verdanken, dass das Kloster Saint-Marcel mit der aufstrebenden Abtei Cluny vereinigt wurde.
Im Jahre 988 errichtete der Cluniazenserorden hier ein Priorat und erbaute im 12. Jahrhundert die gegenwärtige Pfarrkirche. Auf seinem Höhepunkt soll das Priorat um die 30 Mönche gezählt haben.
Während der Französischen Revolution wurden die Konventgebäude unwiederbringlich zerstört und die Kirche in eine Pfarrkirche umgewandelt.

## Architektur

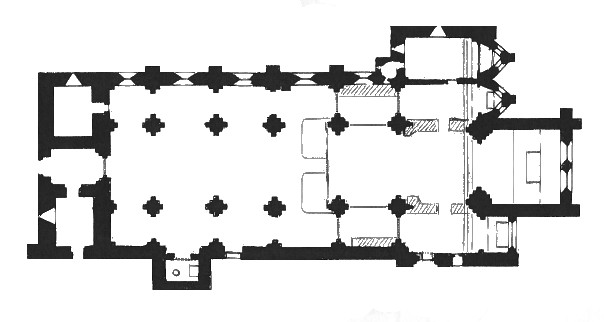
Saint-Marcel Grundriss

Vom merowingisch-schlichten Kirchenbau König Guntrams haben sich heute nur noch Reste am Portalvorbau und an den Seitenwänden erhalten. Im Jahr 1434 wurde die Fassade von Jean Roulin um den Glockenturm erhöht. Das Eingangsportal mit seinen Säulen erhielt im 17. Jahrhundert einen neuen, aufwendigeren Giebel, im selben Stil wie der Glockenturm. Direkt über dem Eingang liegt die Hochkapelle Saint-Michel mit Wandmalereien aus dem 13./14. Jahrhundert. Die linke Hälfte der Fassade stürzte 1891 ein und wurde vier Jahre später mit Steinen aus Comblanchien wiedererrichtet.
Nach dem Betreten der Kirche stößt man zunächst auf eine bescheidene Eingangshalle, mit einem schönen Gewölbesaal zur Linken.
Der Kirchenraum misst 56 m Länge und 18 m Breite, gemessen in Höhe des Querschiffs. Der Grundriss ist relativ schlicht: Das Längsschiff mit niederen Seiten ist überwölbt mit romanischen Kreuzgratgewölben, die beiden Seitenschiffe tragen ebenfalls Kreuzgewölbe. Das Querschiff ist ohne Vorsprung. Es schließt sich ein flacher Chorraum mit viereckigem Grundriss an; er wird von zwei Apsidiolen flankiert.
In dieser Formation stammt die Kirche im Wesentlichen aus der zweiten Hälfte des 12. Jahrhunderts; aufgrund ihrer Austerität wirkt sie eher wie ein zisterziensisches denn wie ein kluniazensisches Bauwerk.
Die Nordseite der Kirche ist mit den regelmäßigen Strebepfeilern, die den Aufbau tragen, neu gestaltet.
Die gegenüberliegende, ältere Seite ist dagegen völlig unterschiedlich. Vermutlich schloss sich hier direkt der Kreuzgang des untergegangenen Priorats an, an Stelle eines Stützwerkes.
Im Wesentlichen umfassten die ehemaligen Klostergebäude zwei große, rechtwinklig zueinander stehende Baukörper. Die Schmalseite des einen grenzte an den Chor der Kirche an. Heute steht nur noch das sogenannte Haus des Priors, mit der Hausnummer 1 an der Rue du Prieuré. Das Tor mit der Hausnummer 8 am Kirchplatz stellt mit seiner schönen Steinarkade den einzigen Rest des Priorateinganges dar. Im 19. Jahrhundert errichtete die Gemeinschaft der Sœurs de Saint-Joseph hier ein neues Gebäude.

## Interieur
Der Kirchenschmuck beschränkt sich auf die Kapitelle, die sich ausnahmslos unterscheiden. Beim Durchschreiten des Mittelganges bemerkt man die sogenannten Bänke der Bürgermeister. Die Pfarrgemeinde Saint-Marcel umfasste nämlich einst fünf Gemeinden. An den Seitenwänden hängen fünf Gemälde, davon zwei Monumentalgemälde des Malers François Devosge von 5 × 3 m Größe.
Die Apsidiolen im Chor enthalten zur Linken einen Altar, dessen Retabel das Leben der Heiligen Katharina von Alexandria darstellt, zur Rechten ein Schnitzwerk im Louis-XVI-Stil, außerdem einen rosa Marmoraltar.
Das Ende des Chors dominiert ein Sockel aus Marmor mit einer großen Engelsgruppe des Bildhauers Boichot aus Chalon, errichtet in der Zeit um 1770. Die beiden Engel, von denen der eine mehr weibliche und der andere mehr männliche Züge trägt, stützen einen vergoldeten Holzschrein mit den Reliquien des Heiligen Marcellus und des Heiligen Agricola, des Bischofs von Chalon. Das Chorgestühl und weiteres Schnitzwerk vervollständigen das Chor-Ensemble.
Hinten in der Kirche befindet sich im rechten Seitenschiff die Kapelle des Heiligen Marcellus, wo man, abgesehen von der Statue des Heiligen, auch eine Nachbildung des Brunnens sieht, in dem er zu Tode kam. An den Kapellenmauern befinden sich außerdem zwei tragbare Reliquiare der Heiligen Marcellus und Agricola, und über dem Altar die ehemaligen Wappen des Priorats, mit einer Holzschnitzerei (Kreuzesabnahme).
An der Wand des rechten Seitenschiffs findet sich eine Steinplatte, die vermutlich erst nach der Französischen Revolution angebracht wurde, und an den Tod Peter Abaelards in Saint-Marcel erinnert.

## Peter Abaelard in Saint-Marcel

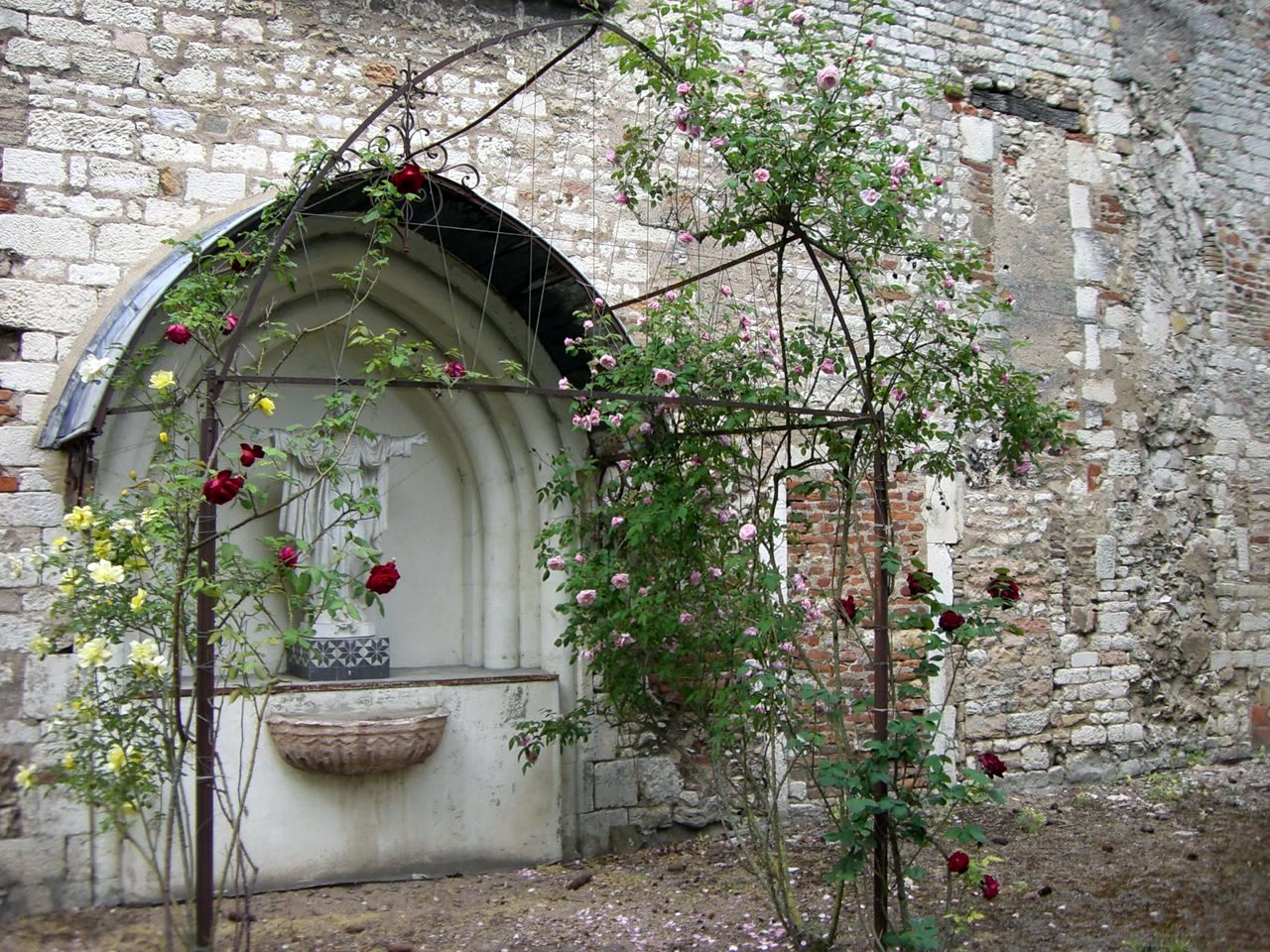
Einstiges Klosterareal mit Wandanschluss an der Kirche. Lage des einstigen Infirmariums, Sterbeort Peter Abaelards

Nachdem Peter Abaelard infolge des Konzils von Sens am 25. Mai 1141 durch Papst Innozenz II. am 16. Juli desselben Jahres zu Schweigen und Klosterhaft verurteilt worden war, gewährte der Großabt von Cluny, Petrus Venerabilis, dem gedemütigten Philosophen in Cluny großzügig Asyl.
Im Spätherbst des Jahres 1141 verschlechterte sich der gesundheitliche Zustand Abaelards. Obwohl Petrus Venerabilis dort über das größte und modernste Infirmarium (Krankenanstalt) seiner Zeit verfügte, das er um 1132 hatte persönlich errichten lassen und welches er – wie seinen Statuten zu entnehmen ist – mit großer Umsicht und hervorragendem medizinischem Sachverstand leitete, beließ er Abaelard in seinen letzten Tagen nicht an diesem Ort, sondern verbrachte ihn nach Saint-Marcel, „wegen des milden Klimas, welches fast alle anderen Landesteile unseres Burgunds übertrifft“.
Für Abaelard war das Priorat an der Saône auch ein Stück Heimat. Er hatte zuvor einige Jahre an der Kirche Saint-Hilaire, die zum Stift Saint-Marcel bei Paris gehörte, gelehrt. Außerdem hatte Graf Gottfried Graumantel, der einst dieses Priorat reformiert und mit Codices aus der Loireschule beschenkt hatte, auch den Donjon von Le Pallet, in dessen Schatten Abaelard geboren worden war, errichten lassen.
Abaelard nahm zwar in Saint-Marcel seine Studien nochmals auf und „las, schrieb und diktierte“, solange er konnte, dann aber verließ ihn die Kräfte und er verstarb am 21. April des Jahres 1142. Petrus Venerabilis konnte Abaelard auf dem Sterbebett nicht besuchen, denn er war zum betreffenden Zeitpunkt in Spanien. Die Mönche von Saint-Marcel bestatteten Abaelard an Ort und Stelle, wohl mit allen Ehren, die einem Abt gebührte.
Doch der tote Abaelard sollte nicht in Saint-Marcel verbleiben. Im November desselben oder des darauf folgenden Jahres ließ Petrus Venerabilis den Leichnam aus seiner Grabstätte heben und überführte ihn persönlich in das Paraklet-Kloster bei Nogent-sur-Seine. Die dortige Zweitbestattung fand an einem 16. November statt. Der Leichnam Abaelards wurde in einer neuen Gruft und einem neuen Sarkophag in der Kapelle Petit Moustier bestattet, vermutlich an der Stelle, wo einst Abaelards erstes Oratorium gestanden hatte.
Im Jahr 1708 berichteten die Benediktiner Dom Durand und Dom Martène von einem schönen Kenotaph Abaelards an der rechten Breitseite der Kirche, mit einem sogenannten Gisant, einer Liegendfigur des toten Philosophen im Gewand eines Mönches. Das Kenotaph soll nach Auskunft der Mönche zunächst die Grabstelle Abaelards in der Kapelle des Infirmariums geziert haben, später wurde es in die Hauptkirche verbracht. Während der Französischen Revolution fiel der Steinsarg in die Hände des Mediziners Boysset aus Chalon-sur-Saône. Auf Anordnung Alexandre Lenoirs wurde er im Jahr 1800 nach Paris gebracht und zusammen mit den sterblichen Überresten des Paares später in das Mausoleum integriert, das sich noch heute im Friedhof Père-Lachaise in Paris befindet.

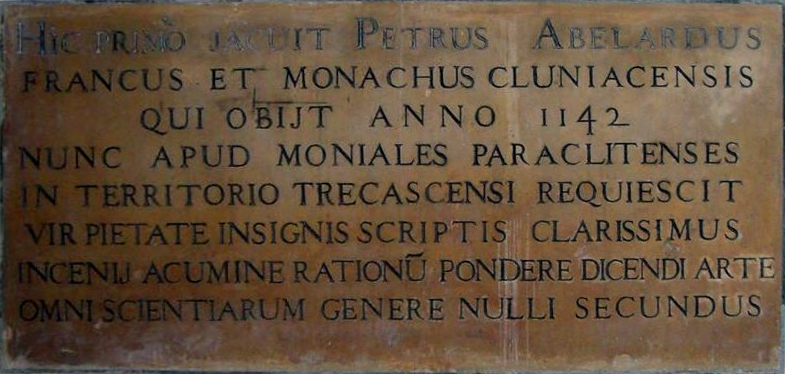
Epitaph für Peter Abaelard

In Saint-Marcel ist somit nichts Originales verblieben, was mit dem Grab Abaelards in Verbindung gebracht werden könnte. Immerhin stammen aus seiner Zeit noch einige Teile der Kirche: Der Portalvorbau und Abschnitte an der Basis des Mauerwerks, in das zuletzt das Kenotaph Abaelards integriert war. Auf einer Steinplatte, die vermutlich erst nach der Französischen Revolution angebracht wurde, findet man zu Ehren Peter Abaelards heute ein Epitaph folgenden Wortlauts:

„Hier lag zuerst Peter Abaelard
franke und Mönch von Cluny
er verstarb im Jahr 1142
und ruht nun bei den Nonnen des Paraklet
im Gebiet von Troyes
er war ein Mann von ausgezeichneter Frömmigkeit, hochberühmt durch seine Schriften
durch seine Geistesschärfe, das Gewicht seiner Vernunftsgründe und seine Redekunst
stand er keinem in jeder Art von Wissenschaft nach.“